# Mircea Basarab
Mircea Basarab (ur. 4 maja 1921 w Bukareszcie, zm. 29 maja 1995 tamże) – rumuński kompozytor i dyrygent.

## Życiorys
W latach 1940–1948 studiował w konserwatorium w Bukareszcie. Debiutował w 1948 roku jako dyrygent orkiestry radiowej, później prowadził bukareszteńską orkiestrę miejską. W 1954 roku został dyrygentem Filharmonii im. G. Enescu w Bukareszcie, od 1964 roku był jej dyrektorem. W latach 1951–1964 wykładał w konserwatorium w Bukareszcie.
Skomponował m.in. Tryptyk symfoniczny (1949), Wariacje symfoniczne (1957), Koncert na obój i orkiestrę (1960), Koncert na skrzypce i orkiestrę (1952). W swojej twórczości łączył elementy neoklasycyzmu z wpływami rumuńskiej szkoły narodowej.